# San Diego Film Critics Society Awards 1996
I premi del 1° San Diego Film Critics Society Awards sono stati annunciati il 28 dicembre 1996.

## Premi assegnati

### Miglior attore
Kenneth Branagh – Hamlet

### Miglior attrice
Frances McDormand – Fargo

### Miglior regista
Joel Coen – Fargo

### Miglior film
Fargo

### Miglior film in lingua straniera
Ridicule • Francia

### Miglior attore non protagonista
Armin Mueller-Stahl – Shine

### Migliore attrice non protagonista
Lauren Bacall – L'amore ha due facce